# Poço do Inferno

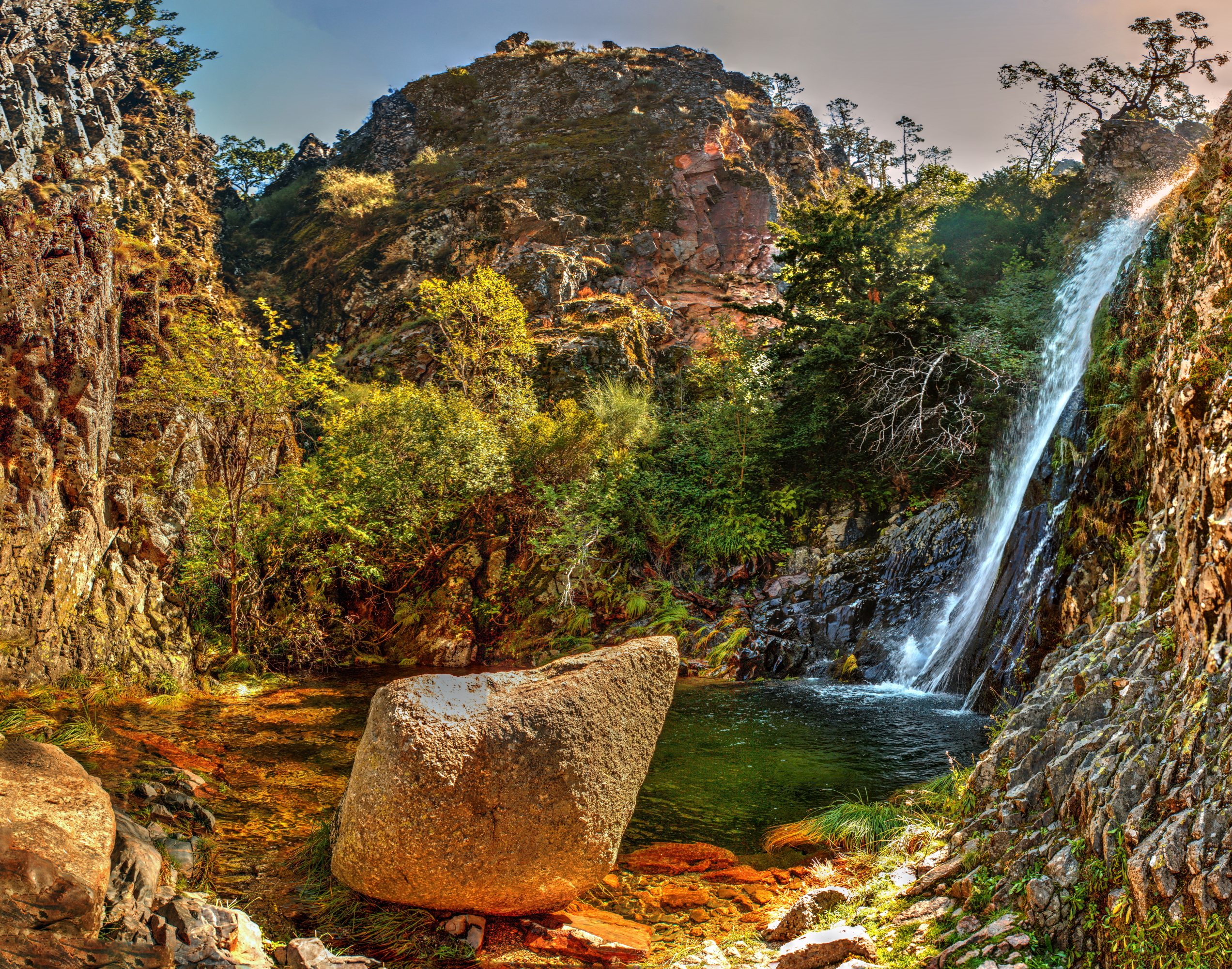

O Poço do Inferno tal como o próprio nome indica é um poço, ou uma pequena lagoa em plena Serra da Estrela (40° 22′ 21″ N, 7° 30′ 59″ O). Resultante de uma queda de água com cerca de 10 metros de altura, formada pelas águas da ribeira de Leandres. 
É um geossítio do Geoparque Estrela (BG 19), inserido na categoria dos Petrológicos.
Situado no coração da Serra a 1080 metros de altitude, as águas são geladas, e que nos Invernos mais rigorosos, chega mesmo a transformar-se em gelo.
O curso das águas da Ribeira de Leandres percorre os mantos graníticos, bem característicos da Beira e encontra uma barreira natural feita de rocha endurecida pelo metamorfismo de contacto, criando esta cascata digna de registo.